# تستیکو
تستیکو (به ایتالیایی: Testico) یک کومونه در ایتالیا است که در استان ساونا واقع شده‌است.

## خصوصیات
تستیکو ۱۰٫۲ کیلومترمربع مساحت و ۲۱۷ نفر جمعیت دارد و ۴۷۰ متر بالاتر از سطح دریا واقع شده‌است.